# Annie Laurie Gaylor
Annie Laurie Gaylor (née le 2 novembre 1955) est une athée américaine, militante laïque et pour les droits des femmes, cofondatrice, avec son mari Dan Barker, et coprésidente actuelle de la Freedom From Religion Foundation. Elle a également été rédactrice en chef du journal de l'organisation, Freethought Today, publié dix fois par an jusqu'en 2015. Gaylor est l'auteur de plusieurs livres, dont Woe to the Women: The Bible Tells Me So, et Betrayal of Trust: Clergy Abuse of Children.

## Biographie
En 1977, Annie Laurie Gaylor ainsi que sa mère (Anne Nicol Gaylor) et des groupes féministes, ont dirigé la manifestation qui a conduit au rappel du juge Archie Simonson après avoir fait une déclaration accusant une jeune fille de son viol.
Annie Laurie Gaylor, sa mère, Anne Nicol Gaylor et John Sontarck, ont fondé la Freedom From Religion Foundation (FFRF) lors d'une réunion dans la salle à manger des Gaylors en 1978. Annie Laurie Gaylor a œuvré pour faire de la FFRF la plus grande organisation d'athées et d'agnostiques des États-Unis.
Annie Laurie Gaylor fait également partie du conseil d'administration du Women's Medical Fund, Inc., un groupe qui aide les femmes à payer les services d'avortement. Elle a été impliquée dans d'autres causes, notamment pour protester contre les restrictions à l'avortement dans le Dakota du Sud, ou pour dénoncer la violence armée.
En 2010, Annie Laurie Gaylor a reçu le prix humanitaire de l'American Humanist Association. Elle a été conférencière invitée, notamment à la Global Atheist Convention de 2012 à Melbourne, en Australie, et à la conférence régionale des athées du Minnesota. Elle fait partie du bureau des conférenciers de la Secular Student Alliance.

## Apparitions dans les médias
Anne Laurie Gaylor est apparue dans de nombreux médias comme la presse, la radio et la télévision, pour informer du travail de la FFRF, par exemple lors du procès contre la Journée nationale de prière.
Anne Laurie Gaylor contribue à la presse écrite à travers des articles sur les problèmes des femmes : comment la politique affecte l'accès des femmes aux soins de santé dans l'État du Wisconsin, sur l'arrestation de la tunisienne Amina Sboui pour avoir publié une photo d'elle nue, ou encore sur la situation des droits des femmes dans le monde depuis la Convention de Seneca Falls,.
Anne Laurie Gaylor et son mari Dan Barker animent une émission de radio hebdomadaire Freethought Radio. Elle est diffusée chaque semaine, sur Progressive Talk The Mic 92.1, à Madison, dans le Wisconsin, et est disponible en podcast.

## Vie privée
Gaylor a rencontré Barker alors qu'ils étaient invités sur le plateau d'AM Chicago, organisé par Oprah Winfrey, en 1984. Ils ont commencé à sortir ensemble six mois plus tard et se sont mariés en 1987. Ils ont une fille, Sabrina Delata.

## Publications
Auteur
- Annie Laurie Gaylor, It Can't Happen Here?, Complimentary Copy Press, 1986 (lire en ligne)
- Annie Laurie Gaylor, Two Reviews : Encyclopedia of Unbelief, Complimentary Copy Press, 1987 (lire en ligne)
- Annie Laurie Gaylor, Betrayal of Trust : Clergy Abuse of Children, Freedom From Religion Foundation, 1988, 92 p. (ISBN 978-1-877733-06-2, lire en ligne)
- Annie Laurie Gaylor, Woe to the Women--the Bible Tells Me So : The Bible, Female Sexuality & the Law, Freedom From Religion Foundation, 2004 (ISBN 978-1-877733-12-3, lire en ligne)

Éditeur
- Annie Laurie Gaylor, Women Without Superstition : No Gods--No Masters : The Collected Writings of Women Freethinkers of the Nineteenth and Twentieth Centuries, Freedom From Religion Foundation, 1997, 680 p. (ISBN 978-1-877733-09-3, lire en ligne)